# Elke Mertens
Elke Mertens (* 1954 als Elke Stresow) ist eine ehemalige deutsche Handball- und Fußballspielerin.

## Sportliche Karriere

### Handball
Im Frühjahr 1971 stand Mertens beim Handball-Oberligisten Lokomotive Rangsdorf im Tor. Nachdem sie der am 4. März 1971 gegründeten Frauenfußballmannschaft der Betriebssportgemeinschaft Turbine Potsdam bei getreten war, entstand ein Tauziehen zwischen ihrem Fußballtrainer Bernd Schröder und ihrem Handballtrainer Erwin Benke. Dieses Tauziehen beschäftigte sogar den Bezirksvorstand des damaligen Bezirksvorstand des Deutschen Turn- und Sportbundes. Am Ende entschied sich Mertens für den Fußball und damit gegen den Handball.

### Fußball
Am 4. März 1971 wurde eine Frauenfußballmannschaft bei der Betriebssportgemeinschaft Turbine Potsdam gegründet. Die damals erst 17-jährige Mertens erfuhr von einer Mitschülerin von der Gründung der Frauenfußballmannschaft. Da sie als Kind schon gerne Fußball gespielt hatte, entschloss sie sich der Mannschaft beizutreten. Dies führte zu Problemen mit ihrer Handballmannschaft. Es entstand ein Tauziehen zwischen ihrem Fußballtrainer Bernd Schröder und ihrem Handballtrainer Erwin Benke. Dieses Tauziehen beschäftigte sogar den Bezirksvorstand des damaligen Bezirksvorstand des Deutschen Turn- und Sportbundes. Am Ende entschied sich Mertens für den Fußball und damit gegen den Handball.
Am Anfang wurde sie als Mittelstürmerin eingesetzt. Im November 1971 traf sie beim 10:0-Erfolg gegen TSV Luckenwalde gleich acht Mal. Ab Mitte der 70er Jahre übernahm sie auch die Aufgabe des Mannschaftskapitäns. In den späteren Jahren wechselte sie die Position von Stürmerin zur Mittelfeldspielerin, dann Vorstopperin und zum Schluss Libera.
Im März 1973 wurde sie mit Turbine Potsdam Bezirksliga-Meisterin und gewann im Mai des gleichen Jahres den nur einmal ausgespielten Bezirkspokal.
Auch nach der Geburt ihrer drei Kinder, spielte Mertens für Turbine Potsdam weiter. Erst 1991 im Alter von 38 Jahren verließ sie die erste Mannschaft der Frauenfußballabteilung, blieb aber Turbine Potsdam weiterhin erhalten. Mertens wurde Trainerin der Jungen, weil es zu diesem Zeitpunkt noch an weiblichen Nachwuchs mangelte und trainierte später die C-Jugend der Mädchen. Mertens trainierte unter anderem auch ihre eigene Tochter Manuela Mertens.

## Privates
Elke Mertens ist gelernte Betriebs- und Verkehrskauffrau. Sie ist seit Juli 1976 verheiratet und ist Mutter von drei Kindern.